# مانیفست آشوریه آزاد متحد ارومیه
مانیفست آشوریه آزاد متحد ارومیه به توسط نویسنده ملی‌گرای آشوری فریدون آتورایا در آوریل ۱۹۱۷ با مدنظر قرار دادن ایدئولوژی مارکسیسم و در بهبهه ایجاد کشور مستقل آشوریان در ارومیه و به زبان سریانی منتشر شد. این مانیفست از ایجاد سرزمینی مستقل برای آشوریان در خاورمیانه را حمایت می‌کرد.